# Helina ustipennis
Helina ustipennis este o specie de muște din genul Helina, familia Muscidae. A fost descrisă pentru prima dată de Camillo Rondani în anul 1866.
Este endemică în Italia. Conform Catalogue of Life specia Helina ustipennis nu are subspecii cunoscute.